# 巴赫維斯茨卡利河
41°59′23″N 42°03′48″E / 41.9898°N 42.0632°E

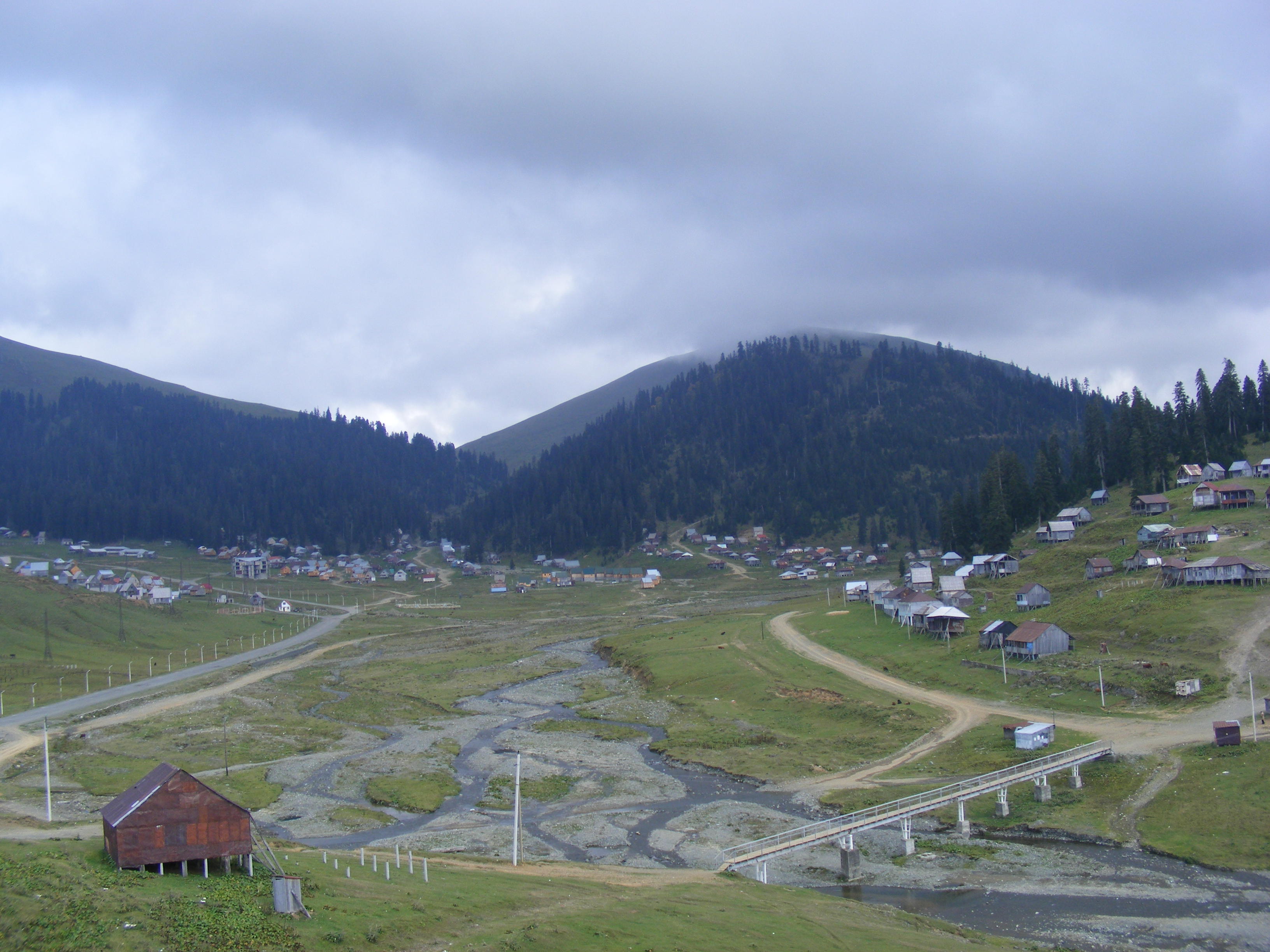

巴赫維斯茨卡利河是格魯吉亞的河流，位於該國西部，處於古里亞大区，河道全長42公里，處於首都第比利斯以西230公里，最終注入蘇普薩河。